# Клейнс, Мартиньш
Мартиньш Клейнс (латыш. Mārtiņš Oskars Kleins, 17 декабря 1938 — 15 июня 2014) — советский и латышский оператор игрового и документального кино.

## Биография
Родился 17 декабря 1938 года в Риге, в семье шеф-повара.
Учился в Булдурском совхозе-техникуме, на отделении художественное цветоводство (1954). На Рижской киностудии с 1958 года. Прошёл все этапы профессионального роста. Окончил операторский факультет ВГИКа (1966). Дипломная работа — оператор, совместно с Альбертом Осиповым, на фильме режиссёра Николая Розанцева, «Заговор послов».
Работал в разных стилях и направлениях, от экранизации классики до приключенческих лент. В начале карьеры снимал сюжеты в киножурналах, был оператором документального фильма «Янис Осис». Попробовал свои силы, как художник-постановщик, в ленте «Майя и Пайя» (1990, режиссёр Гунар Пиесис).
Супруга — известная латвийская пианистка и педагог Илзе Граубиня (1941—2001).

## Фильмография
- 1965 — Заговор послов — оператор
- 1966 — Эдгар и Кристина — оператор
- 1968 — Армия «Трясогузки» снова в бою — оператор
- 1969 — У богатой госпожи — оператор
- 1970 — Слуги дьявола — оператор
- 1971 — В тени смерти — оператор
- 1972 — Слуги дьявола на чёртовой мельнице — оператор
- 1973 — Вей, ветерок! — оператор
- 1975 — В клешнях чёрного рака — оператор
- 1976 — Смерть под парусом — оператор
- 1978 — Твой сын — оператор
- 1980 — Пожелай мне нелётной погоды — оператор
- 1981 — Следствием установлено — оператор
- 1981 — На грани веков — оператор
- 1983 — Сад с призраком — оператор
- 1984 — Последний визит — оператор
- 1985 — Мальчик-с-пальчик — оператор
- 1986 — Он, она и дети — оператор
- 1988 — Гадание на бараньей лопатке — оператор
- 1990 — Майя и Пайя — оператор, художник-постановщик
- 1992 — Ноктюрн Шопена — оператор